# Edita Tahiri
Edita Tahiri (née le 29 juillet 1956) est une femme politique kosovare, vice-Première ministre de son pays de 2011 à 2014 et ministre du Dialogue de 2014 à 2017.